# Sommer-Paralympics 2008/Teilnehmer (Libyen)
| stlisierte Goldmedaille | stlisierte Silbermedaille | stlisierte Bronzemedaille |
| ----------------------- | ------------------------- | ------------------------- |
| —                       | —                         | —                         |

Libyen nahm mit zwei Männern und einer Frau an den Sommer-Paralympics 2008 im chinesischen Peking teil.
Fahnenträgerin beim Einzug der Mannschaften war die Gewichtheberin Sahar Mostafa El Gnemi. Sie erreichte die beste Platzierung der libyschen Athleten mit dem 7. Platz in der Klasse bis 82,5 kg.

## Teilnehmer nach Sportart

### Tischtennis
Männer
- Khaled Ahmed Abuajela
- Ali Mabrouk Ahmed

### Powerlifting (Bankdrücken)
Frauen
- Sahar Mostafa El Gnemi